# 务成子
务成子又称“务成昭”、“巫成”，是道教兴起前传说中的神仙。传为帝尧之师。又传说为帝舜的老师。《荀子·大略》中说：“舜学于务成昭。”又传说为古代房中家。其养生原则是顺从天地阴阳四时变化的规律，以利于身体健康。马王堆出土医书《十问》日：“巫成以四时为辅，天地为经。”《汉书·艺文志》著录有《务成子阴道》36卷。《抱朴子·内篇·明本》里载录“务成子炼丹法”。